# Janusz Wojciechowski
Janusz Czesław Wojciechowski (Rawa Mazowiecka, 6 december 1954) is een Pools jurist en politicus. Van 2019 tot 2024 was hij Eurocommissaris voor Landbouw in de commissie-Von der Leyen I. Ook zijn broer Grzegorz is politicus.

## Loopbaan
Wojciechowski studeerde rechten aan de Universiteit van Łódź. Hij werkte eerst voor het openbaar ministerie en werd in 1980 rechter. Wojciechowski maakte als rechter carrière bij hogere gerechtshoven. Van 1990 tot 1993 was hij lid van de nationale raad voor justitie.
In 1984 werd hij lid van de partij Zjednoczone Stronnictwo Ludowe (ZSL) en zat tussen 1993 en 1995 in de Sejm. Hij was kortstondig ondersecretaris van Justitie. Tussen 1995 en 2001 was Wojciechowski lid van het Poolse hooggerechtshof en vanuit die functie de eerste president van de Hoge Controlekamer. Hij wisselde meermaals van partij en zat tussen 2004 en 2016 in het Europees Parlement namens de Polskie Stronnictwo Ludowe (PSL, 2004–2006), Stronnictwo "Piast" (2006–2010) en Prawo i Sprawiedliwość (PiS, vanaf 2010). In 2016 werd Wojciechowski lid van de Europese Rekenkamer, een functie die hij vervolgens ruim 3,5 jaar bekleedde. Van 1 december 2019 tot 1 december 2024 was hij Eurocommissaris belast met Landbouw in de commissie-Von der Leyen I.